# Vlag van Bornwird

Vlag van Bornwird

De vlag van Bornwird is de dorpsvlag van het Nederlandse dorp Bornwird, in de Friese gemeente Noardeast-Fryslân. De vlag werd in 1988 geregistreerd.
De dorpsvlaggen van 28 dorpen in Dongeradeel werden op 28 januari 1988 goedgekeurd door de gemeenteraad van de vroegere gemeente Dongeradeel.

## Beschrijving
De beschrijving van de vlag is als volgt:
Broekschuin gedeeld: vanaf de broekzijde blauw-wit; op het midden een lelie van drievierde vlaghoogte van rood in het wit en van wit in het rood.
De kleuren zijn afkomstig van het dorpswapen.

## Symboliek

Schuine tweedeling: evenals de kleurstelling overgenomen van het wapen van Westdongeradeel, de gemeente waar het dorp eertijds tot behoorde.
- Fleur de lis: ontleend aan het wapen van het geslacht Van Aylva van Bornwird, een tak van de familie Van Aylva.[4] Dit geslacht bewoonde de Minnoltsmastate in het dorp.[5] De rood-witte kleur van de lelie verwijst naar het wapen van het Sticht Utrecht. In 1374 werd de kapel van Bornwird namelijk overgedragen aan de proost van de Sint-Salvatorkerk te Utrecht.[6]